# 심시티 4: 러시아워
《심시티 4: 러시아워》(SimCity 4: Rush Hour) 확장팩은 맥시스에서 만든 도시 건설형 경영 시물레이션 게임이다. 심시티 4의 보완을 위해 만들었으며 교통, 건물 등 다양한 분야가 추가되었다

## 추가된 것들
- 처음으로 페리, 즉 수상교통이 등장했다.
- 애비뉴라는 왕복4차선도로와 편도2차선의 일방통행도로가 등장했다.
- 모노레일과 고가철도가 등장했다.
- 지층 고속도로가 등장했다.
- 교통흐름을 알 수 있는 도구가 생겼다. 이것을 통해 교통문제의 해결이 쉬워졌다.
- "운전대를 잡아라"가 생겼다. 이것은 직접 플레이어가 미션을 수행하거나 미션 없이 자유운전을 하는 것이다. 미션을 성공하면 여러 보상건물들이나 돈, 혹은 시장으로서의 평판이 높아진다.
- 난이도의 조절이 가능해졌다. 저난이도는 50만 §(시몰레온)이 제공되며 자문위원들도 활발하게 활동한다. 중난이도는 20만 시몰레온이 제공되며 저난이도보다는 자문이 뜸해지고 고난이도는 심시티 4에서처럼 10만 시몰레온이 주어지며 자문을 거의 하지 않는다.
- 대형 초등학교, 고등학교, 철도역, 물펌프 등이 등장했다.
- 각 주상공농 의 건물이 활발 해졌다.
- 현대 유럽의 건축 스타일이 추가되었다. (휴스턴, 현대 유럽, 뉴욕, 시카고)
- 플러그인이 등장하여 기존에 나오지 않는 각종건물,시설,교통등등을 추가하여 그대로 재연할 수 있어서 현실적인 도시운영까지도 가능하다.

## 같이 보기
- 심 비디오 게임 목록